# Kerkplein (Pretoria)

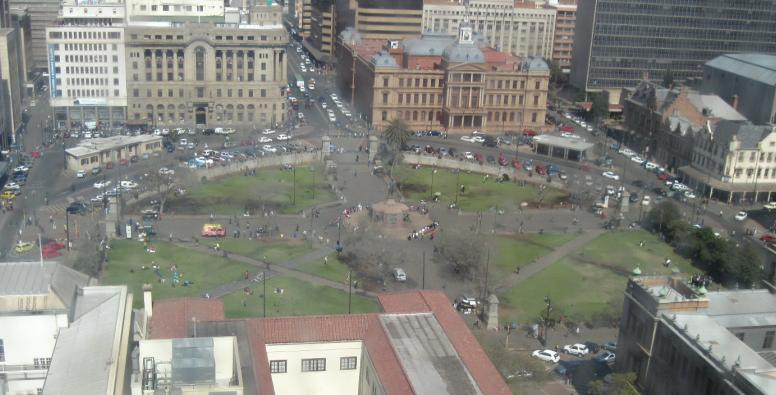
Zicht op Kerklein

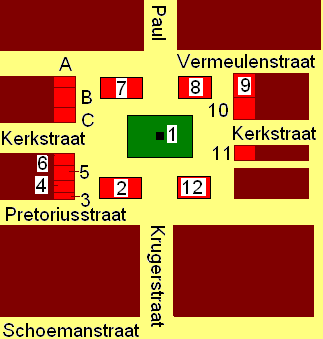
Inrichting van het Kerkplein:
1: Standbeeld van Paul Kruger
2: Oude Raadzaal
3: Oud Capitooltheater
4: Oude Nederlandsche Bank
5: Law Chambers
6: Café Riche
7: Paleis van Justitie
8: Oude Reservebank en Old Mutual-gebouw
9: Ons Eerste Volksbank
10: Eerste Nasionale Bank
11: Tudorgebouw
12: Standard Bank
A: hoofdpostkantoor
B: Oude Muntgebouw
C: Bank van Afrika

Het Kerkplein (Engels: Church Square) in de Zuid-Afrikaanse hoofdstad Pretoria is het historische centrum van de stad. Het plein ligt op de kruising van de Kerkstraat en de Paul Krugerstraat.

## Geschiedenis
Het plein werd gerealiseerd in 1855 in de toenmalige onafhankelijke Boerenstaat de Zuid-Afrikaansche Republiek, beter bekend als Transvaal. Het plein werd door de president Marthinus Wessel Pretorius aangewezen als marktplaats en om naar de kerk te gaan, waar het plein zijn naam aan ontleent. De eerste kerk op het plein werd in 1857 voltooid. Nadat die kerk in 1882 afgebrand was werd er een tweede Nederlands Gereformeerde Kerk in 1884 gebouwd, deze was in 1885 voltooid. Deze kerk is in 1904 en 1905 weer gesloopt nadat de kerk het plein in 1899 aan de Transvaalse regering verkocht heeft.

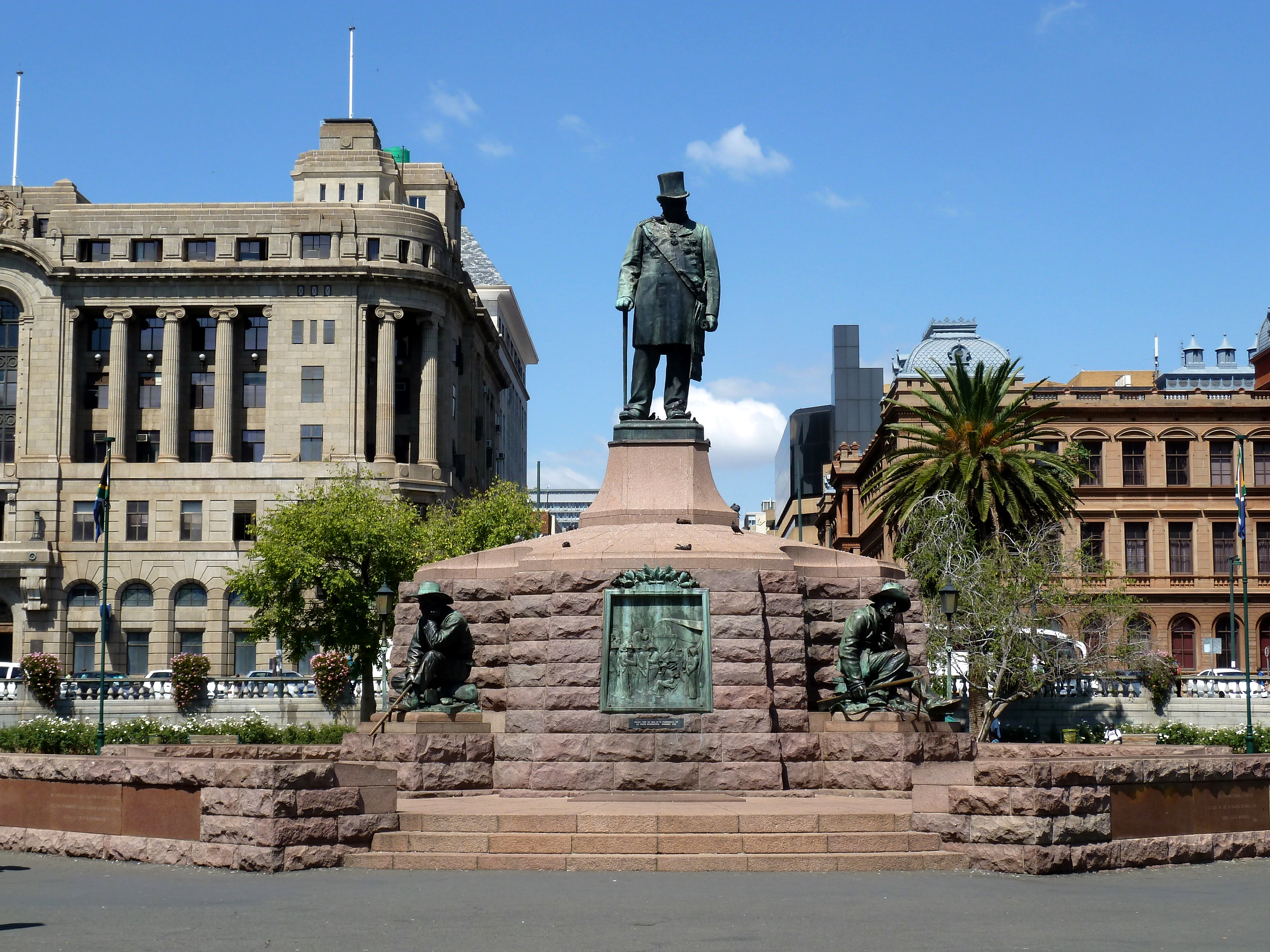
Standbeeld van Paul Kruger

Omdat de Europese Nederlanders heel veel invloed hadden in het Transvaal van de "Afrikaanse Nederlanders" (Boeren) werden de gebouwen grotendeels ontworpen en gebouwd door Nederlandse architecten.

## Standbeeld van Paul Kruger
Midden op het Kerkplein staat het standbeeld van Paul Kruger, de bekende president van Transvaal. Hij is omringd door vier beschermers van de Zuid-Afrikaansche Republiek. Het beeld werd ontworpen door Anton van Wouw en de teksten op het beeld zijn in het Nederlands.

## Gebouwen

### Raadzaal
De Oude Raadzaal aan het Kerkplein werd gebouwd in opdracht van architect Sytze Wierda, ook afkomstig uit het moederland. Wierda ontwierp het parlementsgebouw in de neorenaissance-stijl die in Europa al populair was en vooral in de steden als Berlijn en Parijs werd toegepast. Het gebouw werd in 1892 voltooid en in 1894 werden vier klokken in de toren geplaatst. Alle vier de klokken hebben inscripties in het Nederlands.

### Paleis van Justitie

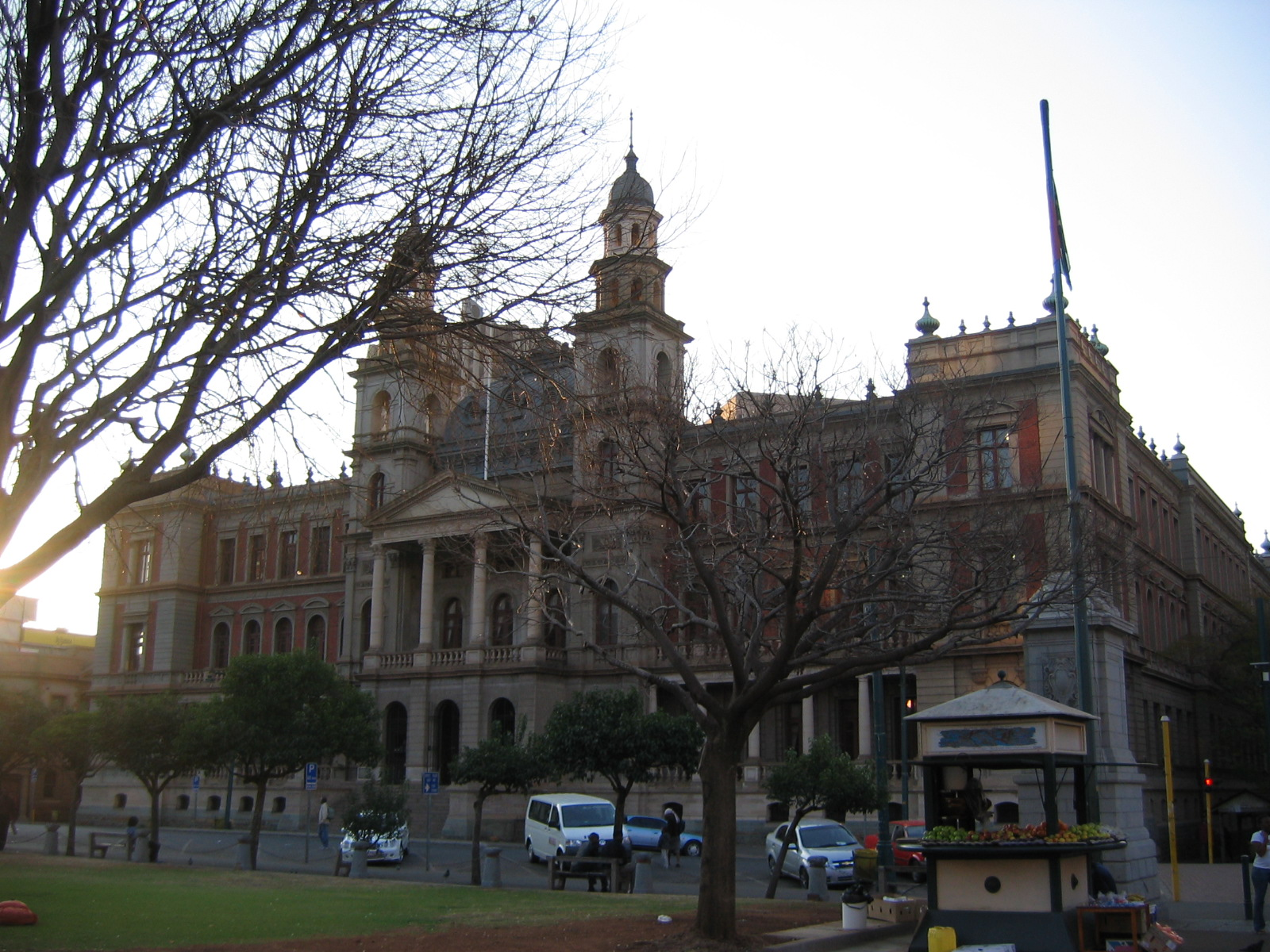
Het Paleis van Justitie op het Kerkplein

Ook het statige Paleis van Justitie is een creatie van Wierda. De eerste steen werd door Paul Kruger in 1879 zelf gelegd. Tijdens de Tweede Boerenoorlog werd het gebouw ingericht als noodhospitaal.

### Muntgebouw
De Munt werd in 1892 voltooid en sinds 1893 werden daar de munten van de Zuid-Afrikaansche Republiek geslagen.

### Oude Nederlandsche Bankgebouw
Het Oude Nederlandsche Bankgebouw werd in 1897 gebouwd naar het ontwerp van architect Willem de Zwaan. De Nederlandsche Bank was het eerste gebouw in Pretoria in jugendstil/art nouveau. Dit onderscheidt het gebouw van de gebouwen in de omgeving die door Wierda werden ontworpen.